# Nazionale femminile di hockey su ghiaccio della Lettonia
La nazionale di hockey su ghiaccio femminile della Lettonia è controllata dalla Federazione di hockey su ghiaccio della Lettonia, la federazione lettone di hockey su ghiaccio, ed è la selezione che rappresenta la Lettonia nelle competizioni internazionali femminili di questo sport.